# Альфредо Пітто
Альфредо Пітто (італ. Alfredo Pitto, нар. 26 травня 1906, Ліворно — пом. 16 жовтня 1976, Мілан) — італійський футболіст, що грав на позиції опорного півзахисника.
Виступав, зокрема, за «Болонью», з якою став чемпіоном Італії, та «Амброзіану-Інтер», а також національну збірну Італії.

## Клубна кар'єра
У дорослому футболі дебютував 1921 року виступами за команду «Про Ліворно», в якій провів один сезон, взявши участь лише у 7 матчах чемпіонату. Після цього команда об'єдналася з «Ліворно», до складу якого приєднався 1922 року і Пітто. Відіграв за цей клуб молодий півзахисник наступні п'ять сезонів своєї ігрової кар'єри.
Влітку 1927 року уклав контракт з «Болоньєю», у складі якого провів наступні чотири роки своєї кар'єри гравця. Більшість часу, проведеного у складі «Болоньї», був основним гравцем команди. За цей час виборов титул чемпіона Італії.
З 1931 року два сезони захищав кольори «Фіорентини». Граючи у складі «Фіорентини» також здебільшого виходив на поле в основному складі команди.
З 1933 року три сезони захищав кольори клубу «Амброзіана-Інтер», створивши міцну зв'язку в центрі поля з Армандо Кастеллацці. Тренерським штабом нового клубу також розглядався як гравець «основи».
Протягом сезону 1936/37 років знову захищав кольори «Ліворно», з яким зайняв 1 місце в Серії Б і повернув команду до Серії А.
Завершив професійну ігрову кар'єру у клубі «Сереньо» з Серії С, за яку виступав протягом сезону 1937/38 років.

## Виступи за збірну
1928 року дебютував в офіційних матчах у складі національної збірної Італії.
У складі збірної був учасником футбольного турніру на Олімпійських іграх 1928 року в Амстердамі, на якому команда здобула бронзові нагороди, а Пітто зіграв у чотирьох матчах.
Протягом кар'єри у національній команді, яка тривала 8 років, провів у формі головної команди країни 29 матчів, забивши 2 голи.
Помер 16 жовтня 1976 року на 71-му році життя у Мілані.
| Дата       | Місто              | Господарі      | Результат  | Гості          | Турнір                             | Голи | Примітки   |
| ---------- | ------------------ | -------------- | ---------- | -------------- | ---------------------------------- | ---- | ---------- |
| 01/01/1928 | Генуя              | Італія         | 3 – 2      | Швейцарія      | Кубок Центральної Європи 1927—1930 | -    |            |
| 01/06/1928 | Амстердам          | Іспанія        | 1 – 1 д.ч. | Італія         | ОІ 1928                            | -    |            |
| 04/06/1928 | Амстердам          | Іспанія        | 1 – 7      | Італія         | ОІ 1928                            | -    |            |
| 07/06/1928 | Амстердам          | Уругвай        | 3 – 2      | Італія         | ОІ 1928                            | -    |            |
| 09/06/1928 | Амстердам          | Єгипет         | 3 – 11     | Італія         | ОІ 1928 - матч за 3-тє місце       | -    | 3-тє місце |
| 14/10/1928 | Цюрих              | Швейцарія      | 2 – 3      | Італія         | Кубок Центральної Європи 1927—1930 | -    |            |
| 11/11/1928 | Рим                | Італія         | 2 – 2      | Австрія        | товариський матч                   | -    |            |
| 02/12/1928 | Мілан              | Італія         | 3 – 2      | Нідерланди     | товариський матч                   | -    |            |
| 03/03/1929 | Болонья            | Італія         | 4 – 2      | Чехословаччина | Кубок Центральної Європи 1927—1930 | -    |            |
| 07/04/1929 | Відень             | Австрія        | 3 – 0      | Італія         | Кубок Центральної Європи 1927—1930 | -    |            |
| 28/04/1929 | Турин              | Італія         | 1 – 2      | Німеччини      | товариський матч                   | -    |            |
| 09/02/1930 | Рим                | Італія         | 4 – 2      | Швейцарія      | товариський матч                   | -    |            |
| 02/03/1930 | Франкфурт-на-Майні | Німеччини      | 0 – 2      | Італія         | товариський матч                   | -    |            |
| 06/04/1930 | Амстердам          | Нідерланди     | 1 – 1      | Італія         | товариський матч                   | -    |            |
| 11/05/1930 | Будапешт           | Угорщина       | 0 – 5      | Італія         | Кубок Центральної Європи 1927—1930 | -    |            |
| 22/06/1930 | Болонья            | Італія         | 2 – 3      | Іспанія        | товариський матч                   | -    |            |
| 25/01/1931 | Болонья            | Італія         | 5 – 0      | Франція        | товариський матч                   | -    |            |
| 22/02/1931 | Мілан              | Італія         | 2 – 1      | Австрія        | Кубок Центральної Європи 1931—1932 | -    |            |
| 29/03/1931 | Берн               | Швейцарія      | 1 – 1      | Італія         | Кубок Центральної Європи 1931—1932 | -    |            |
| 12/04/1931 | Порту              | Португалія     | 0 – 2      | Італія         | товариський матч                   | -    |            |
| 19/04/1931 | Більбао            | Іспанія        | 0 – 0      | Італія         | товариський матч                   | -    |            |
| 15/11/1931 | Рим                | Італія         | 2 – 2      | Чехословаччина | Кубок Центральної Європи 1931—1932 | 1    |            |
| 13/12/1931 | Турин              | Італія         | 3 – 2      | Угорщина       | Кубок Центральної Європи 1931—1932 | -    |            |
| 20/03/1932 | Відень             | Австрія        | 2 – 1      | Італія         | Кубок Центральної Європи 1931—1932 | -    |            |
| 10/04/1932 | Париж              | Франція        | 1 – 2      | Італія         | товариський матч                   | -    |            |
| 08/05/1932 | Будапешт           | Угорщина       | 1 – 1      | Італія         | Кубок Центральної Європи 1931—1932 | -    |            |
| 24/03/1935 | Відень             | Австрія        | 0 – 2      | Італія         | Кубок Центральної Європи 1933—1935 | -    |            |
| 27/10/1935 | Прага              | Чехословаччина | 2 – 1      | Італія         | Кубок Центральної Європи 1933—1935 | 1    |            |
| 24/11/1935 | Мілан              | Італія         | 2 – 2      | Угорщина       | Кубок Центральної Європи 1933—1935 | -    |            |
| Усього     |                    | Матчів         | 29         |                | Голів                              | 2    |            |

## Титули і досягнення
- Чемпіон Італії (1):

«Болонья»: 1928/29
- Володар Кубка Центральної Європи (2):

Італія: 1927–1930, 1933—1935
- Бронзовий олімпійський призер: 1928